# Barbara Yi
Barbara Yi (koreanisch: 이 바르바라) (* 1825 in Korea; † 27. Mai 1839 in Seoul) ist eine Märtyrerin und Heilige der katholischen Kirche.

## Leben
Barbara Yi verlor als Kind ihre Eltern und lebte bei ihren Tanten Magdalena Yi Yŏng-hŭi und Barbara Yi Chŏng-hŭi, die ebenfalls heiliggesprochen wurden. Während der Verfolgung wurde sie mehrmals verhaftet und gefoltert. Ein Richter schickte sie zurück in die Haftanstalt, weil er sie für zu jung hielt, um sie zum Tode zu verurteilen. Dort erkrankte sie an Typhus. Sie starb im Gefängnis nach etwa einer Woche am 27. Mai 1839.
Ihr Gedenktag ist der 27. September respektive der 20. September als Teil der Koreanischen Märtyrer.
Seliggesprochen wurde sie am 5. Juli 1925 von Papst Pius XI. und heiliggesprochen am 6. Mai 1984 von Papst Johannes Paul II. unter den 103 koreanischen Märtyrern.